# Chloe Hosking
Chloe Hosking (Bendigo, 1 de octubre de 1990) es una ciclista profesional australiana. Debutó como profesional a finales de 2009 con el equipo Team Columbia tras haber destacado años atrás en categorías inferiores en el ciclismo en pista y sobre todo tras ganar el Tour de la Isla de Chongming más 2 etapas a principios de ese año 2009. Participó en los en la prueba en ruta de los Juegos Olímpicos de Londres 2012 donde fue descalificada por fuera de control; sin embargo, esa fue su mejor temporada con 3 victorias profesionales.

## Palmarés
2009
- Tour de la Isla de Chongming, más 2 etapas (como amateur)[5]

2011
- 1 etapa del Tour de la Isla de Chongming
- Tour Down Under

2012
- Drentse 8
- Halle-Buizingen
- 1 etapa de La Route de France

2013
- 1 etapa del Tour de Catar Femenino
- 1 etapa del Boels Rental Ladies Tour

2014
- Omloop van Borsele
- 1 etapa del Lotto-Belisol Belgium Tour

2015
- 7-Dorpenomloop Aalburg
- La Classique Morbihan

2016
- 1 etapa del Tour de Catar Femenino
- Tour de la Isla de Chongming, más 1 etapa
- 1 etapa del Giro de Italia Femenino
- La Course by Le Tour de France
- 1 etapa de la La Route de France
- Gran Premio Bruno Beghelli Femenino

2017
- 1 etapa del Santos Women's Tour
- Drentse Acht van Westerveld
- 1 etapa del The Women's Tour
- 1 etapa del Ladies Tour of Norway

2018
- 1 etapa del Santos Women's Tour
- Cadel Evans Great Ocean Road Race Women

2019
- 1 etapa del Santos Women's Tour
- 1 etapa del Herald Sun Tour
- 1 etapa del Premondiale Giro Toscana Int. Femminile-Memorial Michela Fanini
- 1 etapa de la Madrid Challenge by La Vuelta
- Tour de Guangxi Femenino

2020
- 1 etapa del Santos Women's Tour
- 1 etapa del Tour Cycliste Féminin International de l'Ardèche
- Gran Premio de Isbergues

2021
- 1 etapa del Ladies Tour of Norway
- 1 etapa del Tour Cycliste Féminin International de l'Ardèche

## Resultados en Grandes Vueltas y Campeonatos del Mundo
Durante su carrera deportiva ha conseguido los siguientes puestos en las Grandes Vueltas femeninas y en los Campeonatos del Mundo en carretera:
| Carrera         | Carrera         | 2009 | 2010 | 2011 | 2012 | 2013 | 2014 | 2015 | 2016  | 2017  | 2018  | 2019 | 2020 | 2021 |
| --------------- | --------------- | ---- | ---- | ---- | ---- | ---- | ---- | ---- | ----- | ----- | ----- | ---- | ---- | ---- |
|                 | Giro de Italia  | Ab.  | —    | —    | 47.ª | Ab.  | 92.ª | —    | 105.ª | 105.ª | 111.ª | —    | —    | —    |
|                 | Tour de l'Aude  | —    | —    | X    | X    | X    | X    | X    | X     | X     | X     | X    | X    | X    |
|                 | Grande Boucle   | —    | X    | X    | X    | X    | X    | X    | X     | X     | X     | X    | X    | X    |
| Mundial en Ruta | Mundial en Ruta | —    | —    | 6.ª  | Ab.  | —    | —    | —    | 7.ª   | 59.ª  | —     | 27.ª | —    | Ab.  |

—: no participa

Ab.: abandono

X: ediciones no celebradas

## Equipos
- Moving Ladies (amateur) (2009)[6]
- Columbia/HTC/Specialized (2009[7] -2012)
  - Team Columbia-HTC Women (2009)[7]
  - Team HTC-Columbia Women (2010)
  - Team HTC-Highroad Women (2011)
  - Team Specialized-Lululemon (2012)
- Hitec Products (2013-2014)
- Wiggle (2015-2016)
  - Wiggle Honda (2015)
  - Wiggle High5 (2016)
- Alé Cipollini (2017-2019)
- Rally Cycling[8] (2020)
- Trek-Segafredo Women (2021)